# مالكولم ياردلي
مالكولم ياردلي (بالإنجليزية: Malcolm Yardley) هو عداء سريع بريطاني، ولد في 23 ديسمبر 1940.

## وصلات خارجية
- مالكولم ياردلي على موقع ThePowerOf10.info (الإنجليزية)
- مالكولم ياردلي على موقع أوليمبيديا (الإنجليزية)